# Strada 8 (Uruguay)
La strada 8 (in spagnolo: Ruta 8) è una strada statale uruguaiana che unisce la capitale Montevideo all'est del Paese e alla frontiera brasiliana. Con la legge 14.361 del 15 aprile 1975 stata intitolata al Brigadier Generale Juan Antonio Lavalleja.
Oltrepassata la frontiera con il Brasile la strada continua il suo percorso come autostrada federale BR-153.